# La Prisonnière de Bordeaux
Pour plus de détails, voir Fiche technique et Distribution.
La Prisonnière de Bordeaux est un film français réalisé par Patricia Mazuy et sorti en 2024.

## Synopsis
Deux femmes, de milieux sociaux opposés, se rencontrent au parloir d'une prison. Alma (Isabelle Huppert) est une bourgeoise dont le mari neurologue est incarcéré. Mina (Hafsia Herzi), blanchisseuse, dont le mari est également incarcéré, vit dans une lointaine banlieue. Leur rencontre va déboucher sur une amitié révélatrice, puis libératrice.

## Fiche technique
- Titre : La Prisonnière de Bordeaux
- Réalisation : Patricia Mazuy
- Scénario : François Bégaudeau, Pierre Courrège et Patricia Mazuy (avec la collaboration d'Émilie Deleuze)
- Photographie : Simon Beaufils
- Costumes : Caroline Spieth
- Décors : Dorian Maloine
- Son : François Boudet, Jean Mallet et Nathalie Vidal
- Montage : Mathilde Muyard
- Musique : Amine Bouhafa
- Production : Rectangle Productions - Picseyes - Arte France Cinéma
- Distribution : Les Films du losange
- Pays de production :  France
- Durée : 108 minutes
- Dates de sortie : France - mai 2024 (Festival de Cannes - sélection de la Quinzaine des cinéastes) ; 28 août 2024 (sortie nationale)

## Distribution
- Isabelle Huppert : Alma
- Hafsia Herzi : Mina
- William Edimo : Yacine
- Magne-Håvard Brekke : Christopher
- Lionel Dray : Nasser
- Noor Elsari : Noor
- Jean Guerre Souye : Julien

## Sélection
- Festival de Cannes 2024 (Quinzaine des cinéastes)[1]

## Production
Le tableau, appartenant à Alma, qui joue un rôle central dans l'histoire est une œuvre de Jacques Villeglé.

## Accueil public et critique
Mathieu Macheret, dans Le Monde, parle d'un « magnifique retournement, une qualification positive de l’idée de trahison ». Louis Guichard, dans Télérama, évoque un « face-à-face intense ». Renaud Baronian, dans Le Parisien, loue le jeu des deux actrices : selon lui c'est la « meilleure prestation depuis longtemps » d'Isabelle Huppert et Hafsia Herzi « monte son niveau de jeu à chaque interprétation ».